# 志田サマー新井サマー
志田サマー新井サマー（しださまーあらいさまー）は、
夢みるアドレセンスのメンバーであり、popteenのモデルでもある志田友美と、東京女子流のメンバーである新井ひとみが、2016年夏限定で結成した季節限定ユニット。

## 概要
夢みるアドレセンスが2016年3月に行ったツーマンライブ企画「夢アド春の3番勝負 ～Road to Zepp DiverCity～」で東京女子流と共演した際、アンコールのステージに志田と新井が2人で登場し、一夜限りのコラボ企画として歌ったオリジナル曲「あんなに好きだったサマー」がファンの間で話題となり、この曲をカバーしたいというアイドルも出てくるほどの盛り上がりを見せたことをきっかけに、「志田サマー」「新井サマー」として、レーベルと事務所の垣根を越え、「夏」をテーマにした季節限定ユニットとして活動することとなった。
ユニット名は、互いの名字に「様」とかけた「サマー」をつけ、このユニットが「サマー」限定であることを示している。

## 音楽

### シングル
- 灼熱サマー 〜SUMMER KING × SUMMER QUEEN〜 / 今夜は午前サマー（2016年7月6日）
- あんなに好きだったサマー / GO GO サマー！（2016年8月10日）

## 出演

### ライブ
- 2016年05月29日 宮城 ミュージックパーク × TOKYO IDOL PROJECT in SENDAI

- 2016年06月23日 ニコ生 TOKYO IDOL緊急会議中(新井サマーのみ)

- 2016年07月06日 志田サマー新井サマー「サマーシングル発売記念！夏開き宣言トーク&ミニライブ！」＠渋谷2.5D

- 2016年07月16日・17日「ミナサマーとの夏の灼熱交流会」

- 2016年07月29日 Girls Summer Festival by GirlsAward

- 2016年08月05日・06日 TOKYO IDOL FESTIVAL2016

- 2016年08月16日 AKIBAカルチャーズ劇場 志田サマー新井サマー「SUMMER PARTY!!～BLUE NIGHT～」

- 2016年08月30日 AKIBAカルチャーズ劇場 志田サマー新井サマー「SUMMER PARTY!!～RED NIGHT～」

- 2016年09月17日 新宿BLAZE　志田サマー新井サマー LAST LIVE2016～あの日見たサマーを僕達は忘れない～

- 2016年09月25日 @JAM×ナタリー EXPO 2016

- 2016年09月29日 AKIBAカルチャーズ劇場 志田サマー新井サマー ～大納会2016～

### テレビ
- 2016年07月09日 静岡朝日テレビ  コピンクス COSMOS

### ラジオ
- 2016年07月13日 FM FUJI「J POP N’ Rocks」